# Rudolf Matys
Rudolf Matys (28. května 1938 Praha – 2. září 2023 Praha) byl český básník, literární redaktor, kritik a rozhlasový redaktor.
Rudolf Matys působil dlouhou dobu jako redaktor ČRo3 Vltava. Byl také členem poroty v literární soutěžích Šrámkova Sobotka a Ortenova Kutná Hora. Zemřel po dlouhé nemoci 2. září 2023.

## Dílo

### Poezie
- Tři ze dvou (1966)
- Říkanky a vyprávěnky (1977)
- Dech (1983)
- Františku Halasovi (1988)